# Bomolocha damnosalis
Bomolocha damnosalis là một loài bướm đêm trong họ Noctuidae.